# Max Junker
Max Junker (* 1885; † 1959) war ein deutscher Jurist.

## Werdegang
Junker trat 1911 als Gerichtsassessor bei den Staatsanwaltschaften der Landgerichte Berlin I, II und III in den Justizdienst. 1914 wurde er Staatsanwalt in Altona, 1930 erster Staatsanwalt, 1931 Landgerichtsdirektor und 1932 Oberstaatsanwalt am Landgericht Münster. Nach der Machtübernahme der Nationalsozialisten wurde Junker, der politisch im katholischen Zentrum organisiert war, zum Landgerichtsdirektor zurückgestuft. Von 1945 bis 1952 war er Generalstaatsanwalt am Oberlandesgericht Düsseldorf. Daneben war er ab 1948 Vertreter des Staatskommissars zur Bekämpfung von Korruption und Misswirtschaft. Ende 1952 wurde er mit dem Großen Bundesverdienstkreuz der Bundesrepublik Deutschland ausgezeichnet.